# Orchester Bürger Kreitmeier
Das Orchester Bürger Kreitmeier, kurz OBK, war ein groteskes Pop- und Rock-Duo aus München.
OBK bestanden aus Norbert Bürger und Conny Kreitmeier. Bürger studierte am Münchener Gitarreninstitut und am Richard-Strauss-Konservatorium in München, Kreitmeier an der Münchner Jazzschool.
Die beiden spielten facettenreiche Stücke und karikierten klischeeüberladen jedes Musikgenre von Jazz über Pop und Blues bis zur Klassik.
Orchester Bürger Kreitmeier absolvierten jährlich über 100 Auftritte im deutschsprachigen Raum, unter anderem beim Tollwood-Festival in München, beim Köln-Comedy-Festival oder auch als Vorgruppe von Haindling.
Orchester Bürger Kreitmeier hat sich im Frühjahr 2007 getrennt. Das letzte Konzert fand in Bielefeld am 20. April 2007 statt. Conny Kreitmeier ist jetzt unter anderem an den Bandprojekten „Eure Freunde“, „Allstar Fuckers“, „7sender“, „Astral Combo“ und The Heimatdamisch beteiligt. Norbert Bürger wird sich seiner Band „Bürger & the Pretty Boys“ widmen.

## Diskografie
- 1999 – CD Come to my bed
- 2002 – VHS-Video Pelz- und Pullunder Tour 2002 Konzert Mitschnitt 19. April 2002 München Schlachthof
- 2003 – CD My Brain is empty
- 2003 – CD Happy Home
- 2003 – DVD Pelz & Pullunder Tour Live aus dem Hinterhoftheater München
- 2006 – DVD Rockgiganten

## Auszeichnungen
- 2004 – Thüringer Kleinkunstpreis
- 2004 – Prix Pantheon Publikumspreis Beklatscht & Ausgebuht
- 2004 – Europäischer Kleinkunstpreis
- 2004 – Roner surPrize
- 2006 – Deutscher Kleinkunstpreis in der Kategorie Chanson/Musik/Lied